# Szachtar Donieck (piłka siatkowa)
Szachtar Donieck (ukr. ВК «Шахтар» Донецьк) – ukraiński klub siatkarski, który istniał w Doniecku. Pierwszy Mistrz Ukrainy.

## Osiągnięcia
Otwarte Mistrzostwa WNP:
- 1. miejsce (1x): 1992[1]

Mistrzostwo Ukrainy:
- 1. miejsce (1x): 1992, 1993
- 3. miejsce (1x): 1995

Puchar Ukrainy:
- (1x): 1993

Mistrzostwa ZSRR:
- 2. miejsce (1x): 1991